# 破産法 (1922年)
破産法（はさんほう、大正11年4月25日法律71号）は、破産手続について定めていた日本の法律である。現行の破産法との対比で「旧破産法」ともいう。
2005年1月1日の破産法（平成16年6月2日法律第75号）施行に伴い廃止された。

## 主務官庁
- 法務省民事局商事課

## 概要
破産法に類する法規としては、1890年に明治23年法律第94号財産委棄法が制定されていた。同法規は民法典論争の結果、施行されることなく1896年の民法改正に伴い制定された民法施行法により廃止となった。
日本における最初の統一的な破産法典と呼べるものとして、1890年に制定された旧商法破産編があった。旧商法破産編は、フランス法を参照して作られたが、後にドイツ法に倣った民法や商法が制定されたことで不調和が生じ、また、同法が採用していた諸原則や、財団債権、否認権、取戻権等についての規定を欠いていたことで批判を受けた。そこで、旧商法破産編制定後間もなく破産法の改正作業が始まり、1902年に法典調査会作成の草案が公表され、1922年4月25日に公布、1923年1月1日、和議法とともに施行された。
こうして制定された旧破産法は、ドイツ破産法に大きな影響を受けたと考えられている。その内容として、破産に関する手続規定及び実体規定の両方が定められ、破産犯罪に対する刑罰規定も含まれる。
1947年、民法の親族・相続編改正に伴い、相続財産や相続人の破産に関する規定が修正され、1952年には、旧会社更生法の制定とともに、免責制度や当然復権制度、劣後的債権を新設する等の大改正がなされた。
その後、1996年から法制審議会倒産法部会において倒産法制の見直し作業が開始され、その一環として、破産法についても改正が検討された。2004年6月2日に現行破産法が公布され、同法が翌年1月1日に施行されたことに伴い、旧破産法は廃止された。

## 特徴
旧破産法の主な特徴として、次のような立法主義が挙げられる。
一般破産主義
旧商法破産編で採用された商人破産主義をやめ、商人・非商人を問わずに破産を認める一般破産主義が採用された。

和議分離主義（破産分離主義）
破産手続と、破産予防の和議手続を分離し、両者を別個独立の手続きとして定めた。破産手続の前に必ず和議手続を経なければならないとする和議前置主義と対比し、和議分離主義といわれる。ただし、和議が不成立の場合、申立または職権で破産手続に移行する（牽連破産）。

免責主義
制定当初は不免責主義が採用され、配当後の残債務について破産者の責任は免除されなかったが、後の改正により免責主義が採用されるに至った。

非懲戒主義
旧破産法には、破産宣告によって身上の効果が付され、破産者に対して権利や資格の制限を加える直接の規定は存在しない。その意味で非懲戒主義を採用したものとされる。ただし、他の法令により、権利や資格の制限を受ける場合がある。

固定主義
旧商法破産編では、破産宣告後の新得財産をも破産財団に取り込む膨張主義が採用されていたが、旧破産法では、破産財団の範囲を破産宣告時に破産者に属する財産に限定する固定主義に変更された。

普及主義
制定当初、破産財団に属する財産は日本国内にある破産者の財産に限るとする属地主義が採用されていた（改正前3条）。しかし、2000年の改正により、属地主義を規定していた3条が削除され、破産宣告の効力が外国財産にも及ぶ普及主義が採用されるに至った。

## 条文構成
ドイツ法に倣い、第一編に実体規定、第二編に手続規定が置かれている。第三編は復権、第四編は罰則である。破産犯罪についても破産法に規定し、商法ニ従ヒ破産ノ宣告ヲ受ケタル者ニ関スル件（明治23年10月9日法律第101号）は廃止された。

## 現行法で廃止された制度
旧破産法に存在したが、現行の破産法では廃止されている制度として次のようなものがある。
監守
破産者が逃走し又は財産を隠匿若しくは毀棄するおそれがあるとき、裁判所が破産者の監守を命ずる制度が存在した。

監査委員
破産管財人の業務執行を監督する機関として、監査委員の制度が存在した。監査委員の選任は任意であり、債権者委員会によって選任される。ただし、「費用や時間を要する一方で、実効性がない」と指摘され、実務上ほとんど利用されていなかった。

小破産
破産財団の額が100万円に満たない場合の簡易な手続きとして、小破産の制度があった。しかし、特則として定められていた措置の多くは、通常の破産手続でも可能なもので、存在意義を疑問視されていた。

強制和議
破産終結事由のひとつとして強制和議の制度が存在した。